# 1975 en football
Cet article présente les faits marquants de l'année 1975 en football.

## Chronologie
- 14 mai : le Dynamo Kiev remporte la Coupe des vainqueurs de Coupe en s'imposant en finale face au Ferencváros TC. C'est la première Coupes des coupes remportée par un club soviétique.
  - Article détaillé : Coupe d'Europe des vainqueurs de coupe 1974-1975
- 21 mai : le Borussia Mönchengladbach (Allemagne) remporte la Coupe de l'UEFA face au FC Twente (Pays-Bas). C'est la première Coupe de l'UEFA remportée par un club allemand.
- 28 mai : le Bayern Munich remporte la Ligue des champions face au club anglais de Leeds United. C'est la deuxième Coupe des clubs champions européens gagnée le Bayern Munich, qui conserve par la même occasion son titre acquis en 1974.
- 14 juin : l'AS Saint-Étienne remporte la Coupe de France en s'imposant 2-0 en finale face sur le Racing Club de Lens. C'est la cinquième Coupe de France gagnée par les stéphanois. Les "verts" conservent ainsi leur titre acquis en 1974.
- Août : Le Standard de Liège remporte sa seule Coupe de la Ligue Pro.

## Champions nationaux
- Le Borussia Mönchengladbach remporte le championnat d'Allemagne.
- Derby County remporte le championnat d'Angleterre.
- Le Real Madrid remporte le championnat d'Espagne.
- L'AS Saint-Étienne remporte le championnat de France.
- La Juventus remporte le championnat d'Italie.
- Le RWD Molenbeek remporte le championnat de Belgique.
- Le PSV Eindhoven remporte le championnat des Pays-Bas.

## Naissances
Plus d'informations : Liste de personnalités du football nées en 1975.
- Andrea Agnelli, dirigeant sportif italien.
- Laurent Batlles, entraîneur français.
- David Beckham, footballeur anglais.
- Nicky Butt, footballeur anglais.
- Hernán Crespo, footballeur argentin.
- Marc-Vivien Foé, footballeur camerounais.
- Robbie Fowler, footballeur anglais.
- Iván Helguera, footballeur espagnol.
- Valérien Ismaël, footballeur français.
- Juninho, footballeur brésilien.
- Yoshikatsu Kawaguchi, footballeur japonais.
- Régis Le Bris, entraîneur français.
- Roy Makaay, footballeur néerlandais.
- İlhan Mansız, footballeur turc.
- Pedro Munitis, footballeur espagnol.
- Gary Neville, footballeur anglais.
- Daniele Orsato, arbitre italien.
- Marinette Pichon, footballeuse française.
- Graham Potter, entraîneur anglais.
- Walid Regragui, entraîneur marocain.
- Míchel Salgado, footballeur espagnol.
- Dario Šimić, footballeur croate.
- Giovanni van Bronckhorst, footballeur néerlandais.
- Juan Carlos Valerón, footballeur espagnol.
- Juan Sebastián Verón, footballeur argentin.
- Mark Viduka, footballeur australien.

## Décès
Plus d'informations : Liste de personnalités du football décédées en 1975.
- 31 mars : Virginio Rosetta, footballeur italien.
- 9 juin : Tonono, footballeur espagnol[1].
- 8 juillet : Lennart Skoglund, footballeur suédois.
- 27 août : Franjo Šoštarić, footballeur yougoslave.
- 30 octobre : décès à 68 ans de Samuel Escrich, joueur espagnol.
- 20 novembre : Vicente Feola, entraîneur brésilien.
- 13 décembre : décès à 49 ans de Woo Sang-kwon, international sud-coréen ayant remporté 2 Coupe d'Asie des nations. Il fut également sélectionneur de son pays.

## Liens
- RSSSF : Tous les résultats du monde